# Diepholz
Diepholz är en stad i Landkreis Diepholz i förbundslandet Niedersachsen, Tyskland (mellan Bremen och Oldenburg), med 17.577 invånare (2019). Borgmästare är Florian Marré. Staden är också under senare tid känd genom Mumien i Diepholz, vad som först föreföll vara en mumifierad man, med korslagda armar i en kista, som av en pojke juli 2013 under en renovering hittades på hans mormors vind i staden. Fyndet visade sig senare vara ett falsarium, med ett preparerat plastikskelett i kombination med ett äkta kranium.

## Grevskapet Diepholz
Staden ingick under medeltiden i ett grevskap, under grevliga ätten von Diepholz.
Den svenska prinsessan Marianne Valdemarsdotter av Sverige var på 1200-talet gift med greve Rudolf av Diepholz.

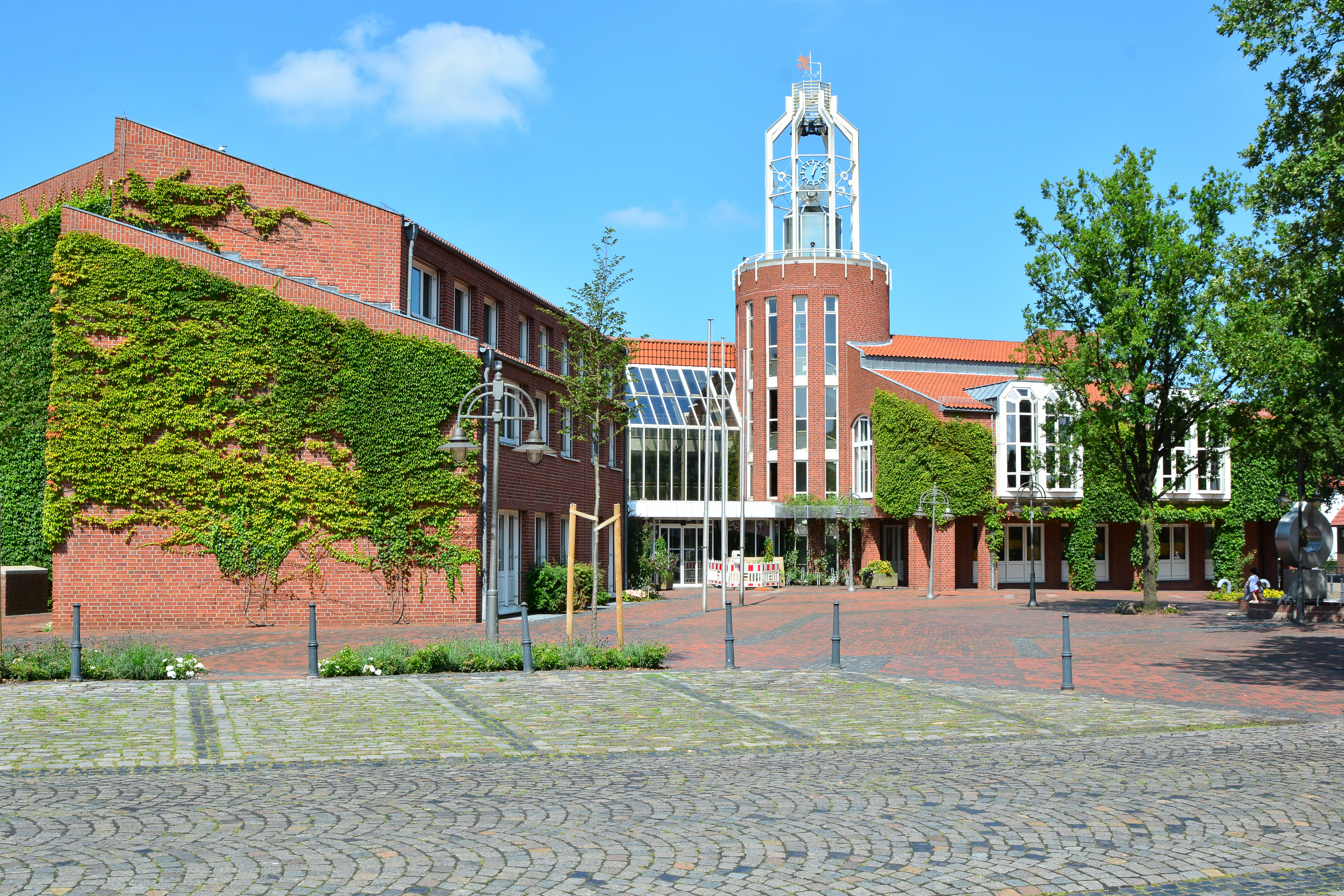
Rådhuset i Diepholz
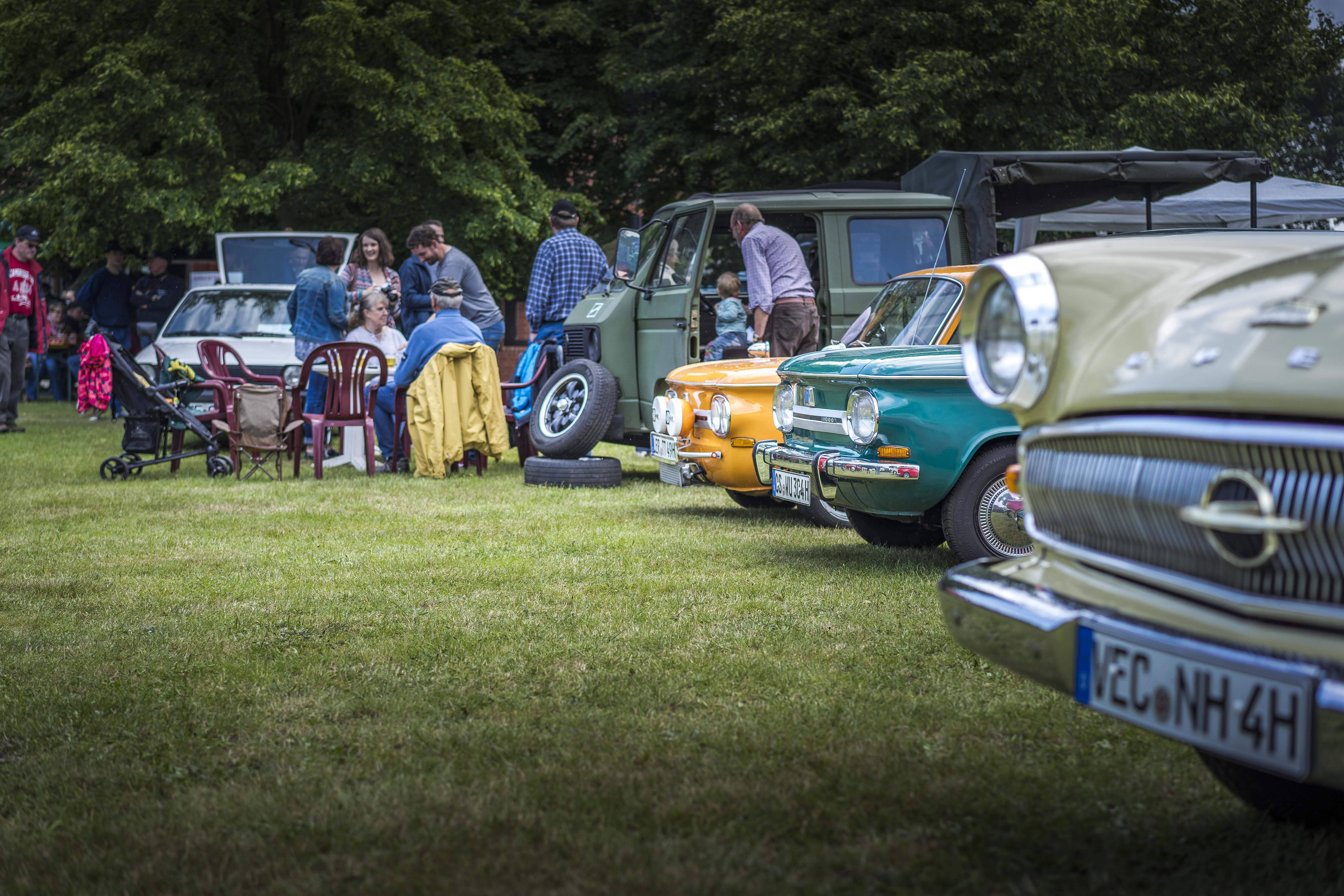
Heimatmuseums Aschen
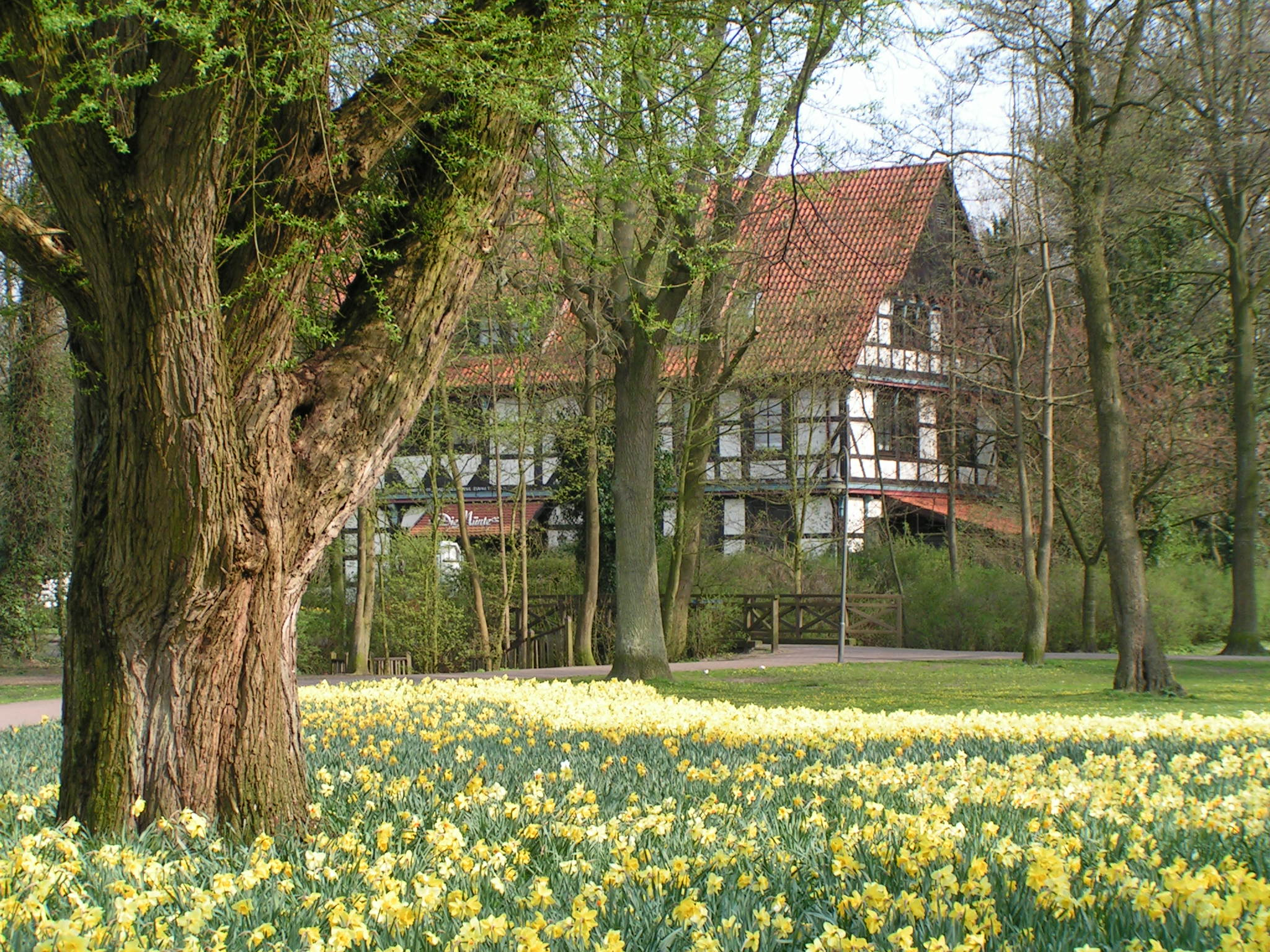
Müntepark, i bakgrunden Mynthuset